# Берлемон
Берлемо́н (фр. Berlaimont) — коммуна во Франции, регион О-де-Франс, департамент Нор, кантон Ольнуа-Эмери, в 75 км от Лилля, на правом берегу реки Самбра.
Население (2014) — 3 089 чел.

## Достопримечательности
- Церковь Святого Михаила второй половины XVII века
- Здание мэрии XVIII века, реконструированное в начале XX века
- Старинная мельница на берегу Самбры

## Экономика
Структура занятости населения:
- сельское хозяйство — 2,3 %
- промышленность — 31,5 %
- строительство — 6,1 %
- торговля, транспорт и сфера услуг — 27,7 %
- государственные и муниципальные службы — 32,5 %

Уровень безработицы (2013) — 20,2 % (Франция в целом — 12,8 %, департамент Нор — 17,2 %). 

Среднегодовой доход на 1 человека, евро (2013) — 18 002 (Франция в целом — 25 140, департамент Нор — 18 575).

## Администрация
Администрацию Берлемона с 2014 года возглавляет Мишель Аннекар (Michel Hannecart). На муниципальных выборах 2014 года возглавляемый им правый блок одержал победу во 2-м туре, получив 52,39 % голосов и опередив два других блока. Прежний мэр Жорж Кюнцбургер, занимавший этот пост с 2003 года, свою кандидатуру не выставлял.

## Демография
Динамика численности населения, чел.

## Города-побратимы
- Клоттен, Германия

## Галерея
- Церковь Святого Михаила
- Мельница на Самбре